# Georg Umbenhauer
Georg Umbenhauer (né le 20 septembre 1912 à Nuremberg et mort le 15 décembre 1970 à Nuremberg) est un coureur cycliste allemand. Actif dans les années 1930, il est champion d'Allemagne sur route en 1936 et vainqueur du Tour d'Allemagne en 1939. Il dispute deux fois le Tour de France au cours de sa carrière.

## Biographie
Georg Umbenhauer commence le cyclisme dès 14 ans en 1927 lors du Grand Prix d’Opel.

### 1932: Participation au Tour de France
En 1932, Umbenhauer participe au Tour de France dans l’équipe Allemagne-Autriche, son meilleur résultat est une 12e place sur la 11e étape, il termine finalement 56e du classement général. 

### 1935-1939: Signature chez Phänomen
En 1933 et 1934, Umbenhauer ne participe à aucune course professionnelle. En 1935, il signe un contrat avec l’équipe allemande Phänomen. Au cours de son passage dans cette formation, il participe une fois au Tour de France, en 1935. Il termine dans le top 10 de trois étapes mais est contraint à l’abandon après s’être fracturé la clavicule lors de l’ascension du col du Tourmalet, bien qu’il termine l’étape en 9e position. La même année, il se classe 2e du Grand Prix de Saxe, avant de le remporter en 1936. Cette année-là, il est sacré champion d’Allemagne et termine 9e du championnats du monde sur route remporté par Antonin Magne. En 1938 et 1939, il participe au Tour d'Allemagne où il gagne deux étapes et une fois le classement général. 
En 1952, il doit mettre un terme à sa carrière à cause d’une grave chute.

## Palmarès
- 1935
  - Tour de Sarre
- 1936
  - Champion d'Allemagne sur route
  - 2e du Tour de la Hainleite
  - 3e du Tour de Cologne
- 1938
  - 1re étape du Tour d'Allemagne
  - Tour de la Hainleite
- 1939
  - Tour d'Allemagne :
    - Classement général
    - 5e étape

## Résultats sur les grands tours

### Tour de France
- 1932 : 56e
- 1935 : abandon (16e étape)